# Gräberfeld von Westness
Das Gräberfeld von Westness (auch Moa Ness oder Moaness genannt) liegt auf einer flachen Landzunge, gegenüber der Insel Eynhallow an der Südwestseite der Orkneyinsel Rousay in Schottland.

## Befunde

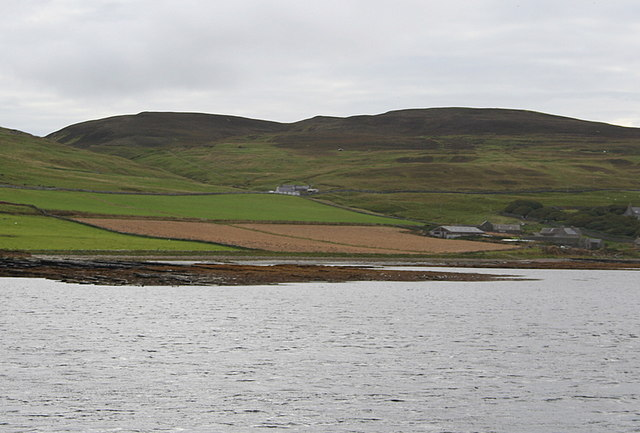
Moa Ness

### Das Frauengrab
Das Frauengrab in der Nähe von Swandrow wurde 1963 auf einem später untersuchten Gräberfeld entdeckt. In der Nähe des Platzes wurden bereits 1826 zwei Wikingergräber gefunden.
Ausgegraben wurden zwei Fibeln aus dem frühen 9. Jahrhundert, eine zoomorphe keltische Fibel, die auf etwa 750 n. Chr. zu datieren ist, eine Bronze und einige menschliche Knochen, die dem National Museum zugeschickt wurden.
Spätere Untersuchungen des Bereiches zeigten, dass das Grab gestört war, aber der Rest des Skeletts und Teile eines Babyskeletts, etwa 40 Perlen, ein Knochenkamm, Fragmente einer Bronzeschale, Bronzeapplikationen und Stücke von Eisengeräten, die auf das Grab einer Frau weisen, wurden gefunden. Die Seiten des Grabes, das keine Oberflächenmerkmale zeigte, waren offenbar aus horizontalen Platten gebildet.

### Weitere Wikingergräber
Das 1971 untersuchte Grab lag nur wenige Meter von dem der Frau entfernt. Es war mit Steinplatten gefasst und stammte aus dem frühen 10. Jahrhundert. Es maß 2,25 × 1,12 m und enthielt 23 Spielsteine und das komplette Skelett eines sehr großen Mannes, der mit einem gut erhaltenen Schild begraben worden war. S. Hansen, die Leiterin der Ausgrabungen, glaubt, dass nach dem Begräbnis des Mannes eine Frau und einige Tiere auf dem Grab geopfert wurden. Ein drittes Grab war von Kaninchen durchwühlt und seiner Natur nach unbestimmbar. Gefunden wurden nur Bein- und Fußknochen. Möglicherweise gab es noch ein viertes Grab.
Weitere Ausgrabungen des Wikingergräberfeldes erbrachten 32 Gräber sowie älteren Fundamente. Ein Bootsgrab, in dessen im Bug- und Heckbereich Steinplatten aufgeschichtet waren, enthielt ein männliches Skelett mit Waffen und Werkzeugen. Fünf ovale Gräber in der Nähe enthielten Schmuck, Waffen und Werkzeuge. Andere Gräber stammen von Kindern. Die C14-Datierungen legen das Gräberfeld in das 9. Jahrhundert.

### Zum Gräberfeld
Die Ausgrabung des Gräberfeldes von Westness hat Pikten- und Wikingergräber unterschiedlichen Typs mit und ohne Grabbeigaben aufgedeckt. C14-Datierungen belegen die Nutzung des Gräberfeldes vom 7. bis 9. Jahrhundert n. Chr. Skelettanalysen zeigen, dass die Überreste die Toten einer ganzen Gemeinschaft im Alter bis zu 50 Jahren und bis zu einer Körpergröße von 1,7 m darstellen. Die auf der Oberfläche heute nicht erkennbaren Gräber der einheimischen Bevölkerung hatten zum Zeitpunkt ihrer Anlegung Markierungen, die von den Wikingern respektiert wurden. Die beigabenlosen piktischen Bestattungen lagen in engen und flachen Gräbern, von denen einige ganz oder teilweise von Platten gefasst waren.
Die Wikingergräber waren rechteckig oder oval. Die ovalen Gräber waren plattengesäumt und möglicherweise auch bedeckt, während die Steineinfassung hinter dem Kopf ein größerer Stein war. Grabbeigaben, die den Status der einzelnen belegen, umfassten Schildbuckel, Schmuck, Waffen (Axt, Pfeil, Schwert und Speer), Webzubehör, Werkzeuge (inklusive Sicheln).

### Die Bootsgräber
Zwei Bootsgräber von 5,5 und 4,5 m Länge wurden nur anhand der Nietenmuster und der Bodenverfärbungen erkannt. Das Boot aus Grab II hatte eine Dolle aus Hirschgeweih auf dem Dollbord und ein „Vadbein“ aus Hirschgeweih, für die Führung der Angelschnur, auf dem anderen Dollbord. In beiden Fällen wurde das Boot in eine Grube im Boden deponiert und vor der Schaffung der mittschiffs liegenden Grabkammer außen mit Steinen und Lehm stabilisiert. Jedes Boot enthielt den Leichenbrand eines von Waffen (Äxte, Pfeile, Schilde und Schwerter, in einem Fall von einem Speer) und Werkzeugen begleiteten Mannes. Beide Bestattungen enthielten landwirtschaftliche Geräte (Dechsel, Sicheln). Eines der Gräber barg eine Öllampe und einen Schleifstein, das andere ein Gewicht aus Fischbein und einen Knochenkamm. Eine offensichtlich unfertige und unbenutzte bootsförmige Plattensetzung wurde am Strand gefunden.

### Prospektionsergebnisse
Neben dem Gräberfeld von Westness wurde eine etwa einen Hektar große Fläche geophysikalisch untersucht. Ziel war es, potenzielle archäologische Verlagerungen zu untersuchen und ggf. weitere Grabstätten zu finden oder die Grenzen des Gräberfeldes genauer zu definieren. In einem Graben an der südlichen Spitze der Landzunge wurden Teile eines menschlichen Schädels, begleitet vom Fragment eines Knochenkammes, gefunden. Dieser Fund wurde als wahrscheinlich wikingerzeitliche gestörte Bestattung interpretiert.